# Como vos & yo
Como vos & yo fue una telenovela argentina emitida por Canal 13 entre 1998 y 1999. Protagonizada por Claribel Medina, Gerardo Romano y Esteban Prol. Coprotagonizada por Gabriela Toscano,  Ximena Fassi, Marikena Riera y Fabián Pizzorno. Antagonizada por Eleonora Wexler, Raúl Rizzo, Horacio Ranieri y Betina O'Connell. También, contó con las actuaciones especiales de Mónica Galán y los primeros actores Rodolfo Ranni, Ana María Picchio y Luisina Brando. Y la participación de Juan Palomino como actor invitado.

## Sinopsis
Historias simples, de barrio. Porque ellos son como vos y yo. 
Es una telecomedia diaria, con toques románticos. Cuenta la historia de dos mundos diferentes que se entrelazan y se unen en otro mundo… en el mundo de los sueños, del amor, del sentimiento…
Tiene como nudo central un triángulo: la madre (Claribel Medina), la hija (Eleonora Wexler), y un hombre (Esteban Prol), que llega a la vida de ambas de manera diferente.
Agustín (Esteban Prol) es remisero, un chico de barrio, simpático… Y Candela Martínez Godoy (Claribel Medina) es abogada, dueña de un importante estudio jurídico…
El primer encuentro es circunstancial y poco feliz…Luego, se vuelven a encontrar porque él es el remisero del barrio y ella comienza a tomarlo de manera habitual. Discuten, son totalmente opuestos el uno del otro…Siempre hay un motivo ante todo para la pelea…Por supuesto que Agustín conserva su lugar de chofer pero ante todo tiene en cuenta su dignidad. 
De a poco se irán acercando…frecuentándose…y nacerá entre ambos una historia que ni ellos mismos podrán manejar.
Por otro lado, Agustín conoce a Valentina Martínez Godoy (Eleonora Wexler)…
Ella le miente con respecto a su nombre, motivo por el cual él nunca llega a saber que es la hija de Candela.
La conoce en un cabaret cuando ella está ayudando a una amiga a hacer una investigación periodística. 
Por supuesto, la confunde con una chica de la noche y ella, divertida, le sigue la confusión y le hace creer que es un "gato".
Agustín se irá metiendo con ella primero con el desafío de pasar una noche sin pagarle, y después querrá sacarla del mundo en el que él cree ella está metida.
Se irán conociendo así y para Valentina luego será demasiado tarde decirle la verdad porque semejante traición significaría perderlo a él para siempre. Sin quererlo y sin saberlo, madre e hija se verán enfrentadas por el amor a un hombre.
La familia de Agustín está compuesta por el padre, Pancho (Ranni), típico carnicero de barrio, puro corazón, siempre tirando para adelante a pesar de todo. Muy calentón…
La madre es Alicia…(Luisina Brando), que ayuda a Pancho en la carnicería y en la casa…
Y con ellos vive Natalia y su pequeña hija Luz (Aldana Jussich)…
Se contarán historias de la carnicería, de la remisería… en donde nos encontraremos con personajes identificables y con situaciones muy cotidianas.
En contraste con el otro mundo… El de los Martinez Godoy… Siempre apelando a la credibilidad, a la verosimilitud de todas las situaciones, sin dejar de lado la comedia y el toque romántico.
Con el correr de los capítulos la comedia queda de lado y el drama comienza a tomar fuerza: Gonzalo (Raúl Rizzo) muere en un forcejeo con Agustín (Esteban Prol) cuando intenta matarlo, Laura (Celeste Pisapía) ya casada con Facundo (Martin Gianola) deja de ser la humilde mucama y hace de su vida en un infierno, Valentina (Eleonora Wexler) matá al padre de Mariana (Betina O'Connell) cuando este quería ahorcar a Candela (Claribel Medina), va a la cárcel y allí se enferma de cáncer. Estas y otro tipo de situaciones crearon la comedia del inició en un culebrón.

## Elenco
- Rodolfo Ranni como "Pancho" Scala.
- Gerardo Romano como Andrés Dobs.
- Claribel Medina como Candela Martínez Godoy.
- Eleonora Wexler como Valentina Martínez Godoy.
- Esteban Prol como Agustín Scala.
- Luisina Brando como Alicia Scala.
- Juan Palomino como Sergio Andrade.
- Raúl Rizzo como Gonzalo Martínez Godoy.
- Ana María Picchio como Mónica Algibal.
- Horacio Ranieri  como Eduardo Martínez Godoy.
- Gabriela Toscano como Fernanda.
- Lydia Lamaison como Nina Scala.
- Mónica Galán  como Silvia Martínez Godoy.
- Fabián Pizzorno como Miguel Vellán.
- Betina O'Connell como Mariana De Alvear.
- Martín Karpan como Manuel Andrade.
- Celeste Pisapía como Laura de Martínez Godoy.
- Ximena Fassi como Natalia Scala.
- Martín Gianola como Facundo Martínez Godoy.
- Noelia Castaño como Tamara Martínez Godoy.
- Valeria Britos como Celeste.
- Mara Linares como Andrea Figueroa.
- Alejandra Rubio como Inés.
- Carlos Girini como Rodrigo Lopez Hidalgo.
- Marcelo Cosentino como Guille.
- Lucas Ferraro comp Sebastián Scala.
- Aldana Jussich como Luz Andrade Scala.
- Guillermo Marcos como Walter.
- Héctor Malamud
- Lionel Campoy como Palito.
- Octavio Borro como Tomás Villalba.
- Sebastián Estevanez como Willy.
- Marikena Riera como Emilia.
- Diego Francés
- Alejandra Gavilanes
- Graciela Araujo  como Regina Martínez Godoy.
- Carlos Balá como Carlitos.
- Héctor Calori como Carlos "Magnus" Antonietti.
- Anahí Martella como Cristina.
- Alicia Aller
- Alicia Areste como Coca.
- Adriana Castro como Ángeles.
- Henny Trayles como Serafina Scala.
- Nicolás Vázquez como Alan.
- Elvira Vicario como Tini De Alvear.
- Paula Colombini como Gabriela.
- Horacio Dener como Cocho De Alvear.
- Alejo García Pintos como Cristian.
- Silvia Geijo como Fani.
- Luciana González Costa como Paloma Dobs Algibay.
- Viviana Puerta como Chani.
- Verónica de la Peña como Cristina.
- Beatriz Thibaudin
- Elita Aizenberg
- Bernardo Baras
- Marta Betoldi
- Salvador Bivachi
- Claudia Cárpena
- Julio Dupláa
- Mario Galvano
- Jorge García Marino
- Luis Gianneo
- Karina Hepner
- Jimena La Torre
- Nacha Martínez
- Osvaldo Peluffo
- Héctor Sinder
- Pablo Ini
- Érica Rivas
- Patricio Pepe
- Carlos Velázquez

## Enlaces
- Como vos & yo en Internet Movie Database

- Datos: Q5779608